# Oncidium rutkisii
Oncidium rutkisii är en orkidéart som beskrevs av Ernesto Foldats. Oncidium rutkisii ingår i släktet Oncidium och familjen orkidéer. Inga underarter finns listade i Catalogue of Life.